# Jesús María Semprún (municipalité)
Jesús María Semprún est l'une des 21 municipalités de l'État de Zulia au Venezuela. Son chef-lieu est Casigua-El Cubo. En 2011, la population s'élève à 128 729 habitants.

## Géographie

### Subdivisions
La municipalité est constituée de deux paroisses civiles avec chacune à sa tête une capitale (entre parenthèses) :
- Jesús María Semprún (Casigua-El Cubo) ;
- Barí (El Cruce).